# Bulldozer (microarquitectura)
Bulldozer es el nombre en código de la microarquitectura diseñada por la empresa AMD, sucesora de la conocida microarquitectura AMD K10. El chip está diseñado para disipar entre 10 y 125W TDP. Los núcleos Bulldozer soportan todas las instrucciones actualmente implementadas en procesadores Intel (incluyendo SSSE3, SSE4.1, SSE4.2, AES, CLMUL, y AVX) junto a otros sets de instrucciones propuestos por AMD (XOP y FMA4).

## Características de Bulldozer
Es un núcleo procedente de un rediseño profundo del núcleo de procesamiento de AMD con el objetivo de obtener un producto compatible con la metodología de diseño modular M-SPACE. Los procesadores que utilizan este núcleo fueron lanzados el 12 de octubre de 2011.

## El módulo Bulldozer

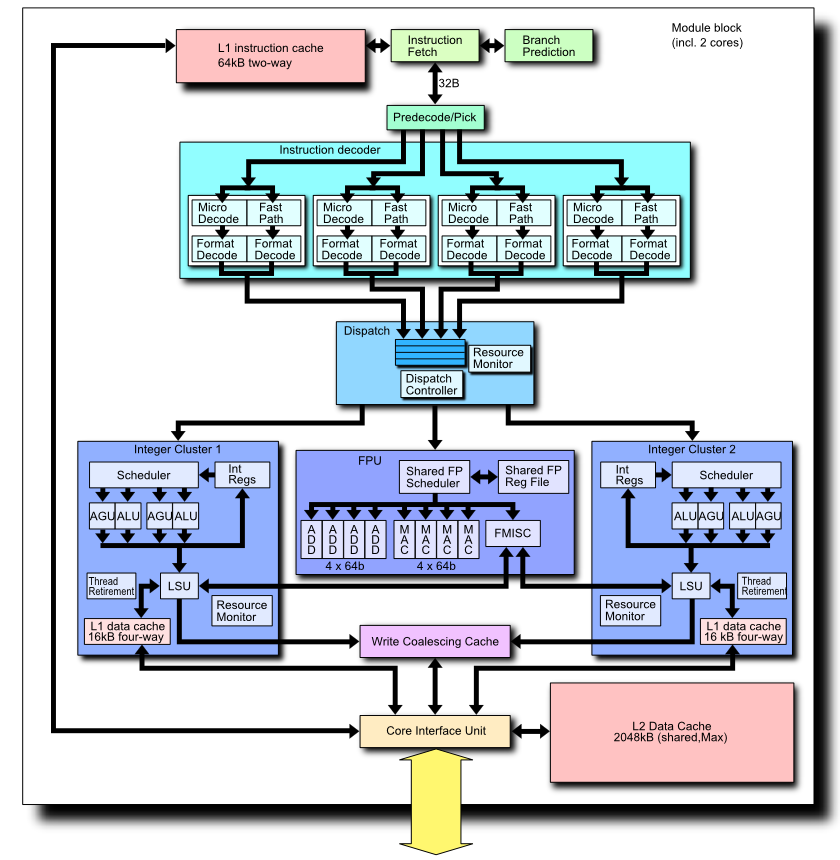
Diagrama de bloques de un Módulo Bulldozer

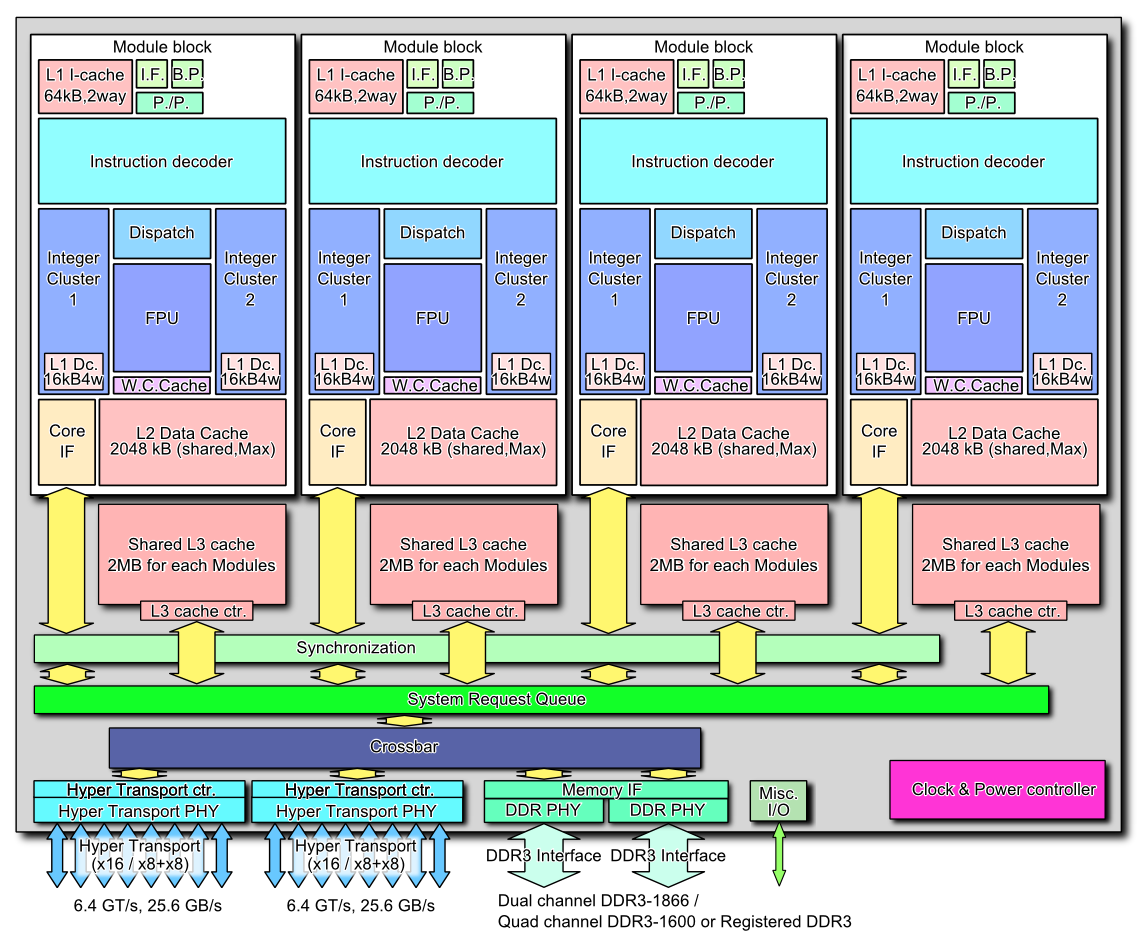
Diagrama de bloques de una CPU de "8 núcleos" incl. 4 Módulos

La principal motivación de diseño en Bulldozer reside en la reducción de tamaño de los cores de enteros (INT cores) y en la compartición entre cada pareja de INT cores del resto de circuitería del módulo (la caché L1i de 64 KB, la caché L2 de 2 MB y la unidad SIMD FPU).
En teoría, con esta arquitectura de compartición de recursos entre los 2 INT cores de un módulo, AMD ahorra transistores y espacio en el die, y con ello reduce costes y aumenta las prestaciones por mm² de silicio.
Este núcleo, bajo la metodología de diseño M-SPACE, podrá trabajar, en alguna de sus implementaciones (Trinity 32 nm), con una GPU completamente compatible con DirectX 11 y OpenGL 4.2 procedente de la serie Radeon HD 7000.
Funcionan nativamente con el socket AM3+ o también llamado AM3-R2. Igualmente funcionan en algunas placas base más antiguas de AM3 con actualización de BIOS) y probablemente con prestaciones o características de ahorro de energía reducidas.

## Procesadores
Ya se han lanzado seis procesadores con la arquitectura de referencia. FX-8150, FX-8120, FX-8100, FX-6200, FX-6100 y FX-4100.
Luego fueron lanzados el FX-6120, FX-4120 y el FX-4170.
| Modelo                 | FX-8170   | FX-8150   | FX-8120   | FX-8100   | FX6200    | FX-6120   | FX-6100   | FX-4120   | FX-4100   | FX-4170   |
| ---------------------- | --------- | --------- | --------- | --------- | --------- | --------- | --------- | --------- | --------- | --------- |
| Nombre en clave        | Zambezi   | Zambezi   | Zambezi   | Zambezi   | Zambezi   | Zambezi   | Zambezi   | Zambezi   | Zambezi   | Zambezi   |
| Núcleos/Módulos        | 8/4       | 8/4       | 8/4       | 8/4       | 6/3       | 6/3       | 6/3       | 4/2       | 4/2       | 4/2       |
| Freq. de reloj         | 3,9 GHz   | 3,6 GHz   | 3,1 GHz   | 2,8 GHz   | 3,8 GHz   | 3,6 GHz   | 3,3 GHz   | 3,9 GHz   | 3,6 GHz   | 4,2 GHz   |
| Freq. Turbo            | 4,5 GHz   | 4,2 GHz   | 4,0 GHz   | 3,7 GHz   | 4,1 GHz   | 4,2 GHz   | 3,9 GHz   | 4,1 GHz   | 3,8 GHz   | 4,3 GHz   |
| L2 Caché               | 8MB       | 8MB       | 8MB       | 8MB       | 6MB       | 6MB       | 6MB       | 4MB       | 4MB       | 4MB       |
| L3 Caché               | 8MB       | 8MB       | 8MB       | 8MB       | 8MB       | 8MB       | 8MB       | 8MB       | 8MB       | 8MB       |
| TDP                    | 125W      | 125W      | 95W       | 95W       | 125W      | 95W       | 95W       | 95W       | 95W       | 125W      |
| Memoria                | 1866MT/s  | 1866MT/s  | 1866MT/s  | 1866MT/s  | 1866MT/s  | 1866MT/s  | 1866MT/s  | 1866MT/s  | 1866MT/s  | 1866MT/s  |
| Black Edition          | Sí        | Sí        | Sí        | Sí        | Sí        | Sí        | Sí        | Sí        | Sí        | Sí        |
| Turbo Core             | Sí        | Sí        | Sí        | Sí        | Sí        | Sí        | Sí        | Sí        | Sí        | Sí        |
| Zócalo                 | AM3+      | AM3+      | AM3+      | AM3+      | AM3+      | AM3+      | AM3+      | AM3+      | AM3+      | AM3+      |
| Tecnología del proceso | 32 nm SOI | 32 nm SOI | 32 nm SOI | 32 nm SOI | 32 nm SOI | 32 nm SOI | 32 nm SOI | 32 nm SOI | 32 nm SOI | 32 nm SOI |

## Futuro
AMD tiene previstas tres generaciones más de Bulldozer hasta 2014.